# ريان أندرسون
ريان أندرسون (بالإنجليزية: Ryan Anderson)‏ مواليد 06 مايو 1988، هو لاعب كرة سلة أمريكي يلعب مع فريق هيوستن روكتس في الرابطة الوطنية لكرة السلة ويحمل الرقم 3. يبلغ طوله 6 قدم 10 بوصة (2.1 م).

## فرق لعب لها
- بروكلين نتس
- أورلاندو ماجيك
- نيو أورلينز بيليكانز

## روابط خارجية
- ريان أندرسون على موقع إن بي أي (الإنجليزية)
- ريان أندرسون على موقع سبورتس رفرنس (الإنجليزية)
- ريان أندرسون على موقع كرة السلة الأوروبية.كوم (الإنجليزية)
- ريان أندرسون على موقع إي إس بي إن.كوم (الإنجليزية)
- ريان أندرسون على موقع كلية كرة السلة في سبورتس رفرنس.كوم (الإنجليزية)
- ريان أندرسون على موقع ريلجم (الإنجليزية)
- ريان أندرسون على موقع بروبوليرز (الإنجليزية)